# Чишки (Яворівський район)
Чи́шки — село в Україні, в Яворівському районі Львівської області. Населення становить 473-є осіб. Орган місцевого самоврядування — Мостиська міська рада.
У селі є церква святого Миколая громади ПЦУ.
У 1918-1939 роках село належало Польщі, близько 80% жителів села були поляками. До 1945 року він був послідовно окупований СРСР і німцями. Після 1945 року село увійшло до складу СРСР, а в 1991 році - до складу України. Наразі в селі проживає приблизно 14% поляків[джерело?].

## Відомі мешканці

### Народились
- Станіслав Лось — польський політик, дипломат, публіцист, історик, речник польсько-українського порозуміння, граф.
- Станіслав Яшовський — польський шляхтич, письменник, поет, критик, історик, журналіст, драматург.